# Patriarchale Kongregation von Bzommar

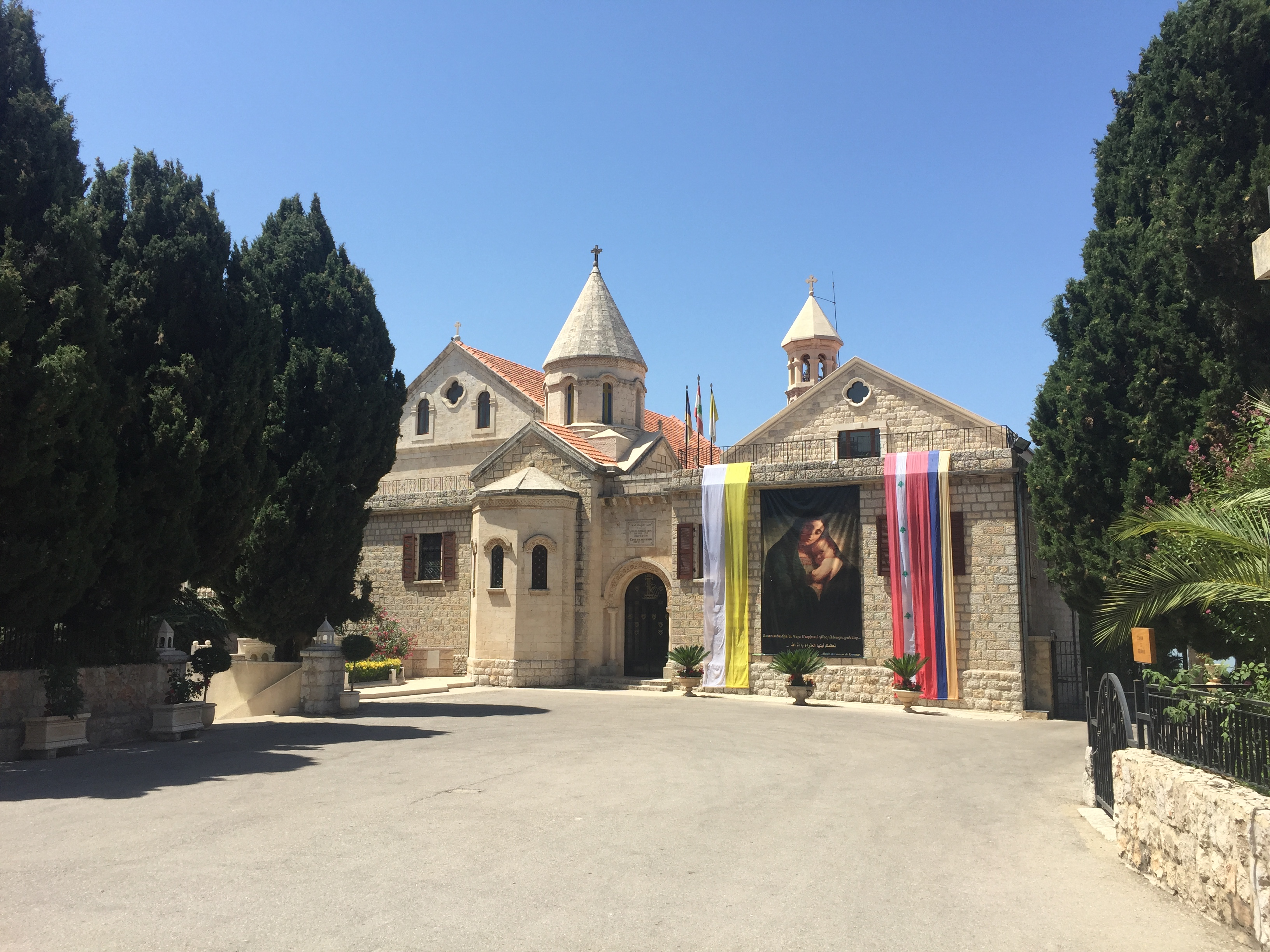
Patriarchale Kongregation von Bzommar

Die Patriarchale Kongregation von Bzommar (englisch: Patriarchal Congregation Bzommar, Ordenskürzel: ICPB) ist ein Institut des geweihten Lebens und eine Ordensgemeinschaft in der Armenisch-Katholischen Kirche. Die Kongregation ist unter ihrem französischen Namen Institut du Clergé Patriarcal de Bzommar bekannt.

## Geschichte
Der erste Patriarch von Kilikien Abraham Bedro I. Ardzivian (1679–1749) gilt als der Gründer des Patriarchalen Klerikerordens. Er gründete, nachdem die Armenisch-katholische Kirche 1750 mit Rom uniert war, im Kloster Kreim mit einigen Gleichgesinnten eine Gemeinschaft. Sie lebten in einer brüderlichen Klostergemeinschaft und legten ein Ordensgelübde ab. Sein Nachfolger Hagop Bedros II. Hovsepian († 1753) setzte die Arbeit fort, erstellte eigens Ordensregeln und zog mit den Ordensbrüdern nach Bzommar. Hier errichteten sie das noch heute bestehende Kloster, zu dem das kleine Priesterseminar der Ordensgemeinschaft gehört.

## Aufgabe
Die Ordensregeln, die zuletzt am 24. Februar 1986 überarbeitet wurden, schreiben vor, dass die Ordensmitglieder predigen sollen und den katholischen Glauben für die armenische Nation bewahren sollen. Sie sollen ihre pastoralen Aufgaben in den Dienst und zum Wohl des Patriarchats, der Gemeinden und der Mission, versehen.

## Organisation und Struktur
Generalsuperior der Kongregation ist der Patriarch von Kilkilien. Er wird von einem vierköpfigen Gremium unterstützt, welches die geistlichen Aufgaben koordiniert, die Finanzen verwaltet und den organisatorischen Ablauf gestaltet. Zu der Kongregation zählen derzeit (Stand: 2010) zwei Patriarchen, sieben Bischöfe, zwei Mönche und 36 Ordenspriester. Diese arbeiten im Libanon, den USA, in Frankreich, Syrien, Kanada, Iran, Georgien, Griechenland, Jordanien, im Heiligen Land, Australien, Türkei, Argentinien, Italien, Armenien und Russland. Die Kongregation verfügt neben dem großen Priesterseminar Bzommar, für alle Priester der Armenisch-katholischen Kirche, noch über ein kleines ordenseigenes Priesterseminar ebenfalls in Bzommar und ein Priesterseminar in Aleppo. Der Orden ist Herausgeber der Zeitschrift „Zvartnots“. 

## Bischöfe aus der Kongregation
- Grégoire-Pierre Agagianian
- Joseph Arnaouti
- Raphaël Bayan
- André Bedoglouyan
- Manuel Batakian
- Jean Couzian
- Emmanuel Dabbaghian
- Nechan Karakéhéyan
- Raphaël Bedros XXI. Minassian, Patriarch von Kilikien
- Mikaël Antoine Mouradian
- Krikor Bedros V. Kupelian